# Falklandsøerne
Falklandsøerne er en øgruppe i den sydlige del af Atlanterhavet, der består af de to hovedøer East Falkland og West Falkland samt en række mindre øer.
Øerne administreres stort set som et selvstyrende oversøisk territorium i Det Forenede Kongerige (Storbritannien). Administrationen har hovedsæde i byen Stanley (tidligere Port Stanley) på øen East Falkland. Argentina betragter øgruppen som en del af den argentinske provins Tierra del Fuego og gør krav på øerne, som de betegner ved deres spanske navn Islas Malvinas. Navnet har sin oprindelse i det franske navn "Îles Malouines", fordi de første kolonister i 1764 kom fra den franske havneby Saint-Malo.
Argentina invaderede øerne i 1982, hvilket udløste Falklandskrigen, hvorunder Storbritannien generobrede øerne som støtte for øernes ret til selvbestemmelse, som er anerkendt og garanteret af den britiske regering gennem Falklandsøernes grundlov på grundlag af De Forenede Nationers charter.
Falklandsøerne har også tidligere i historien spillet en væsentlig rolle. Under 1. verdenskrig var flådebasen, som englænderne etablerede her, af afgørende betydning for udfaldet af søslaget ved Falklandsøerne i 1914, og også under 2. verdenskrig var basen af stor betydning.

## Historie og status
Øerne var ubeboede, da de første europæere gik i land. Hvorvidt de tidligere har været beboet, er genstand for diskussion, men der er aldrig fundet arkæologiske levn fra en urbefolkning på øerne, og eksistensen af en sådan er ret usandsynlig, eftersom afstanden til det sydamerikanske fastland er mere end 450 kilometer.
Den mest almindelige antagelse er, at den første opdagelsesrejsende, der nåede øgruppen, var den nederlandske søfarer Sebald de Weert, i året 1600. Spanske [kilde mangler] og britiske  historikere har dog hævdet, at andre fra forskellige lande tidligere havde opdaget øerne.
Den 17. februar 1764 oprettede den franske søfarer Louis Antoine de Bougainville en koloni på øerne, påbegyndte bygningen af Fort de St. Louis på øen East Falkland, inden han den 5. april officielt tog øerne i besiddelse på vegne af Frankrig ved en ceremoni, hvorunder der bl.a. blev afgivet en salut på 21 kanonskud.
Den spanske regering protesterede, og Frankrig overdrog øgruppen til Spanien i 1766 mod betaling af en kompensation for afholdte udgifter til de Bougainville på 1.011.833 livres 3 sous og 11 deniers, heraf 328.125 livres i form af 65.625 "hard dollars" (med en værdi af 5 livres pr. dollar). Storbritannien gjorde i denne forbindelse ingen indsigelse mod denne overdragelse, men efter at Commodore Byron, som var kaptajn på skibet Dolphin, den 13. januar 1765 officielt havde taget Falklandsøerne i besiddelse for Storbritanniens kong George III, oprettede kaptajn John MacBride, som ankom om bord på skibet Jason i følge med krigsskibet Carcass og forrådsskibet Experiment, i januar 1766 et fort ved navn Port Egmont på den lille ø Saunders i øgruppens nordvestlige hjørne.
De to kolonier var hver for sig ukendte for modparten, men da spanierne i slutningen af november 1769 opdagede den britiske koloni, sendte de en spansk styrke på fem fregatter med 1.400 marinesoldater og bevæbnet med 27 kanoner og fire mortérer. Det lykkedes spanierne at tvinge de britiske kolonister bort med magt den den 11. juli 1770, hvorefter fortet blev ødelagt. Storbritannien protesterede mod, hvad man opfattede som en ærekrænkende handling i forhold til Storbritanniens konge. For at undgå en krig i Europa så Spanien sig den 22. januar 1771 tvunget til at genopbygge fortet, erstatte ødelagte og beslaglagte genstande og give Storbritannien ret til at genetablere Port Egmont. Begge parter fastholdt dog den suverænitet over hele øgruppen, som de mente at besidde. Storbritannien trak sin garnison tilbage fra Port Egmont i februar 1774, efterladende en mindeplade af bly, som proklamerede, at øerne tilhørte den britiske konge.
Spanien havde indtil 1807 guvernører på øerne, der stod i spidsen af den koloni, som blev endeligt opgivet 13. februar 1811 efter ordre fra vicekongen Francisco Javier de Elio. De Elio havde flyttet sin stab til Montevideo i Banda Oriental (det nuværende Uruguay), efter at Buenos Aires havde gjort oprør. Spanierne måtte forlade Puerto Soledad – som hovedstaden hed dengang – blandt andet som følge af Napoleonskrigene i Europa og de spanske koloniers uafhængighedserklæringer.
I 1820 tog David Jewett  (til tider stavet Jewitt) øerne i besiddelse. Argentinske kilder skriver, at det skete under overholdelse af alle de formaliteter, som den dengang gældende folkeret fordrede. Dette meddeltes kaptajnerne på de britiske, franske og amerikanske fiskekuttere og sælfangerskibe, der befandt sig på stedet.. Imidlertid blev Jewetts proklamation kun offentliggjort i en lokalavis i USA, "The Salem Gazette". Jewett nævnte ikke selv proklamationen i sin 13 sider lange rapport til myndighederne i Buenos Aires. Betydningen af denne "proklamation" er følgelig bestridt af Storbritannien, der holder fast i, at "proklamationen" var udstedt af Jewett, som var sørøver, og at den dermed som sådan er og var uden reel retslig betydning, også efter dagældende folkeret.
I slutningen af december 1823 blev en koloni ved Puerto Soledad etableret af en franskmand ved navn Elias Louis Vernet (på spansk: Luis Vernet) med tilladelser fra provinsen Buenos Aires' lokalregering. Kolonien var en fiasko og blev opgivet den 24. juli 1824. I januar 1826 forsøgte Luis Vernet igen at oprette en koloni med tilladelse af Buenos Aires' lokalregering og med godkendelse af Storbritanniens generalkonsul, Woodbine Parish. Denne gang lykkedes det. Kolonien talte 33 indbyggere i 1832-33, hvortil kom en militær garnison med familier (i alt 25 militærfolk af forskellig rang samt deres 11 koner og 8 børn). Dertil kom de første få fanger i en straffekoloni samt tre udlændinge, som vistnok var fra et af fisker- eller sælfangerskibene. De første protester fra Storbritannien mod Vernets koloni kom 19. november 1829, efter at Storbritanniens regering havde modtaget meddelelse om, at den nye oprørsregering i Buenos Aires (dictatura Lavalle) den 10. juni 1829 havde udnævnt Vernet til koloniens politiske og militære kommandant. Storbritannien bemærkede, at Vernet ikke officielt var tildelt en titel og i øvrigt selv foretrak britisk styre.
I januar 1833 tvang det britiske krigsskib "Clio" Buenos Aires' kommandant, José María de Pinedo, og medlemmerne af Buenos Aires' garnison væk under trussel om magtanvendelse. Som det fremgår af officielle dokumenter fra Buenos Aires-retssagen mod kommandant Pinedo, forlod kun fire af de 33 kolonister øerne. Disse fire ønskede at blive ført til Montevideo i Banda Oriental (Uruguay) i stedet for til Buenos Aires. Deres edsvorne udsagn i Argentinas statsarkiv fortæller, at Joaquín Acuña og hans hustru (eller samleverske; spansk "su mujer") Juana var fra Brasilien, mens Matthew González og dennes hustru (eller samleverske) Marica var fra Banda Oriental. De resterende 29 kolonister foretrak at blive under britisk herredømme. Øerne blev den 3. januar 1833 officielt taget i besiddelse af Storbritannien, som dermed mente at have reageret prompte på en mindre end tre måneder gammel militær okkupation.
Siden da har Argentina protesteret mod dette påståede overgreb i fredstid – første gang allerede i januar 1833 og indtil december 1849. Derefter protesterede Argentina kun en gang efter fredsaftalen af 1849 (ratificeret 15. maj 1850) og indtil 1926, nemlig i 1888. Denne konflikt er forblevet uløst, selvom de stater, der allerede havde udvekslet ambassadører og indgået en handelsaftale, generelt har stået på venskabelig fod.
I 1837 oprettedes koloniforvaltningen. 
I 1843 blev Port Stanley grundlagt og erklæret som øernes hovedstad i 1845.
Den 9. juli 1859 anerkendte Spanien Argentinas uafhængighed, men kom ikke med en udtalelse om Falklandsøerne.
I den følgende tid udbyggede englænderne Stanley til et flådestøttepunkt og befolkede øerne med folk fra Storbritannien, hovedsageligt fåreavlere fra Wales, Skotland og St. Helena.
Under 1. verdenskrig kom fem tyske krigsskibe den 8. december 1914 i kamp ved Falklandsøerne med ni britiske krigsskibe. Alle tyskernes krigsskibe blev sænket, hvorved 2.000 tyske marinesoldater mistede livet. Briterne mistede kun 10 marinesoldater og ingen krigsskibe.
I 2. verdenskrig blev besættelsen af øerne forstærket på grund af frygt for en japansk invasion. Marinestøttepunktet Stanley var under hele krigen en vigtig strategisk bastion for Storbritannien i Sydatlanten.
Efter 2. verdenskrig forsøgte FN flere gange at mægle i Falkland-konflikten. Argentina og Storbritannien opfordredes til at løse konflikten fredeligt i et stort antal ikke-bindende resolutioner fra FN's generalforsamling, bl.a. resolution nr. 2065(XX), dateret den 6. december 1965.
I 1966 invaderede argentinske aktivister (privatpersoner) kortvarigt lufthavnen ved Stanley.
I 1971 enedes de to stater om bl.a. at samarbejde om fælles benyttelse af sygehuse og skoler på Falklandsøerne og fastlandet. Videre samtaler fortsatte i tiden mellem 1980 og 1982 uden at føre til et resultat, hovedsagelig fordi øboerne var stærke modstandere af at blive underlagt det argentinske militærdiktatur, som rutinemæssigt torterede og dræbte sine modstandere, bl.a. ved at kaste dem i havet fra fly.
Argentina invaderede øerne den 2. april 1982, hvilket udløste Falklandskrigen. Krigen affødte FN's sikkerhedsråds bindende resolution nr. 502 af 3. april 1982 med krav om, at alle fjendtligheder øjeblikkelig skulle ophøre, og at alle argentinske styrker straks skulle trækkes tilbage. Argentina afviste resolutionen, hvorfor krigen fortsatte indtil den 14. juni 1982, hvor Storbritannien generobrede øerne.
Efter krigen blev der udstationeret stærke land- og flystyrker, som stadig befinder sig på øerne.
Først i 1990 genoptog Argentina og Storbritannien de diplomatiske forbindelser. Argentina kræver også i dag sin ret til at besidde øerne. Selv om befolkningen er pro-britisk, er konflikten stadig ikke løst. En folkeafstemning om beboernes ønsker om fremtidigt tilhørsforhold blev afholdt 10.-11. marts 2013, men den argentinske regering har på forhånd erklæret, at befolkningen på øerne ikke har ret til at bestemme over, hvem der skal besidde øerne, da befolkningen har et britisk tilhørsforhold. Argentina er derfor ikke parat til at respektere folkeafstemningen som en afgørelse for øernes nationalitet. Argentina henviser til, at befolkningen på Falklandsøerne ikke kan påberåbe sig Folkerettens bestemmelser om en oprindelig befolknings ret til selvbestemmelse, da hele befolkningen, i lighed med Argentinas befolkning, er indvandrere. Det er korrekt, at øerne har været ubeboede fra oldtiden og indtil 1764. Imidlertid indeholder Folkeretten ingen krav om en "oprindelig" befolkning, men omtaler blot "self-determination of peoples". Argentina hævder, at FN's generalforsamling i en række resolutioner har påpeget, at befolkningen på Falklandsøerne ikke har ret til selvbestemmelse. Argentina har imidlertid, trods mange opfordringer, aldrig angivet, hvilke resolutioner det drejer sig om. FNs generalsekretær, Ban Ki-moon, gjorde det den 18. maj 2010 i Noumea på Ny Caledonien klart, at alle områder på FNs liste over kolonier – således som det fremgår af FNs charter – har ret til frit selv at bestemme deres fremtid: "exercise their right to freely choose their future". FN har understreget, at øboernes interesser skal respekteres. Argentina har erklæret, at man er parat til at tage udstrakt hensyn til øboernes interesser.
Den 10. og 11. marts 2013 gennemførte øernes regering en folkeafstemning, som viste, at befolkningen fortsat ønsker at være et Britisk oversøisk territorium (British Overseas Territory, BOT). Et antal udenlandske observatører overvågede afstemningen og betegnede den som værende helt i overensstemmelse med demokratiske regler. Cirka 60 udenlandske medier fra Chile, USA, Colombia, Spanien, Tjekkiet, Argentina, United Kingdom (UK), Panama, Brasilien og Japan var til stede og rapporterede om afstemningen, bl.a. El Mercurio (Chile), Clarin og La Nacion (begge fra Argentina), New York Times (USA), Aljazeera (Quatar) samt de britiske Sky News, ITN, BBC, The Daily Telegraph og The Sun. Stemmedeltagelsen var på 90 % af de stemmeberettigede, og 99,8 % stemte ja. Argentina afviser at respektere folkeafstemningen.
FN har flere gange henstillet til, at Argentina og Storbritannien indgår i dialog og finder frem til en fredelig løsning vedrørende Falklandsøerne. Den 4. februar 2013 afviste Argentinas udenrigsminister Hector Timerman imidlertid at mødes med den britiske udenrigsminister William Hague og andre britiske delegerede.
Argentinas krav på Falklandsøerne støttes af de fleste lande i Latinamerika.

## Geografi
Øerne er beliggende 343 kilometer fra øen Isla de los Estados i Argentina (og 463 kilometer fra det argentinske fastland); 489 kilometer fra Chile; 1.078 kilometer vest for Shag Rocks (South Georgia og South Sandwich Islands) og 928 kilometer nord for Britisk Antarktis (hvilket overlapper med Argentinas og Chiles krav på Antarktis i den region). I 1833 var afstanden til Buenos Aires-provinsens sydlige hjørne, dvs. proto-Argentinas nærmeste landområde, mere end 1.000 kilometer.